# Inari (Finlandia)
Inari [ˈinɑri] (en sami del norte Anár, sami de Inari Aanaar, sami skolt Aanar, sueco Enare) es una localidad del municipio de Inari en Laponia, Finlandia.
La población creció alrededor de la desembocadura del río Juutua en el lago Inari. A medida que transcurrieron los siglos, la localidad se fue convirtiendo en un sólido mercado. En 1876 se creó la municipalidad de Inari.
La población de esta localidad no fue la que primero vivió en la región. Durante milenios hubo habitantes en las orillas del lago Inari. De hecho, se han encontrado múltiples restos de la Edad de Piedra en Vuopaja, al borde del pueblo cerca de Siida, el museo sami.